# Conseil national des administrateurs judiciaires et des mandataires judiciaires
Le Conseil national des administrateurs judiciaires et des mandataires judiciaires (CNAJMJ) est créé en 1990. Le Code de commerce lui confère le pouvoir de représentation exclusif de l'ensemble des administrateurs judiciaires et mandataires judiciaires établis en France. Ces professionnels exercent au sein d'environ 450 cabinets en 2021, regroupant 150 administrateurs judiciaires, 300 mandataires judiciaires et environ 4 500 collaborateurs,.
Cet établissement d'utilité publique est chargé de défendre les intérêts collectifs des professions qu'il représente, mais veille également à ce que ces professionnels remplissent leurs obligations et soient correctement formés. Chaque année, le CNAJMJ délivre un rapport des actions menées au garde des Sceaux, ministre de la Justice.
Concernant le financement de cet organisme, les cotisations des administrateurs et mandataires judiciaires sont obligatoires s'ils ne sont pas salariés.

## Histoire
Établissement d'utilité publique, le Conseil National (CNAJMJ) assure et supervise l’ensemble des activités liées à la formation, aux contrôles des professionnels et à la numérisation sécurisée des actes de procédures.
Il est l'héritier direct de l'ancienne Association Nationale des Syndics et Administrateurs Judiciaire de France (ANSAJF), dont les deux décrets fondateurs du 20 mai 1955 et du 18 juin 1956 avaient été abrogés en 1985, donnant lieu à la dissolution de l'association,. Après un débat porté devant la justice entre l'Institut Français des Praticiens des Procédures Collectives (IFPPC), c'est finalement le CNAJMJ qui a été reconnu comme l'attributaire de l'ensemble des biens et valeurs excédentaires de la défunte association (TGI Paris, 3 janvier 2017, 1ère Chambre Section sociale, RG no 16/07017).

## Missions

### Représentation des professions auprès des pouvoirs publics
Les missions du CNAJMJ sont définies par l'article L.814-2 du Code de commerce, qui précise que « Les professions d'administrateur judiciaire et de mandataire judiciaire sont représentées auprès des pouvoirs publics par un Conseil national des administrateurs judiciaires et des mandataires judiciaires, établissement d'utilité publique doté de la personnalité morale, chargé d'assurer la défense des intérêts collectifs de ces professions ».
Le CNAJMJ peut, devant toutes les juridictions, exercer tous les droits réservés à la partie civile relativement aux faits portant un préjudice direct ou indirect à l'intérêt collectif des deux professions.
En outre, le CNAJMJ veille :
- au respect de leurs obligations par les mandataires de justice ;
- à l'organisation de leur formation professionnelle ;
- et s'assure qu'ils se conforment à leur obligation d'entretien et de perfectionnement des connaissances et contrôle leurs études[8].

Comme l'indique un rapport parlementaire de la Commission d'enquête relative à la lutte contre les fraudes aux prestations sociales : « Cette profession règlementée n'a ni charge ni clientèle. Elle n'a rien à acheter ou à vendre et n'a pas de numerus clausus ». L'inscription sur les listes ainsi que les examens sont décidés par le ministère de la Justice. Dans ce contexte, le CNAJMJ n'a qu'une mission de supervision et de représentation des administrateurs et mandataires judiciaires.

### Absence de rôle disciplinaire
En se concentrant sur sa mission de représentation de la profession, le CNAJMJ ne cumule pas les fonctions de supervision qui sont assurées par la Commission nationale d'inscription et de discipline des administrateurs judiciaires et des mandataires judiciaires (CNID), instituée par le décret du 3 février 2016, dont les membres ont été désignés par arrêté du garde des Sceaux. Ainsi, le CNAJMJ n'a pas la charge de la discipline de ses membres.
Le pouvoir de saisine de cette commission est réservé, d'après l'article L.814-10-2 du Code de commerce, au garde des Sceaux, au procureur général près la cour d'appel dans le ressort duquel ont été commis les faits, au magistrat du parquet général chargé des inspections des personnes mentionnées au II de l'article L812-2, à l'instance professionnelle représentative ou au président du CNAJMJ.
Alors qu'il existait auparavant deux commissions distinctes pour les administrateurs et les mandataires judiciaires, il n'y en a plus qu'une aujourd'hui,.

### Établissement des règles professionnelles
Le 18 juillet 2018, le ministre de la Justice a approuvé les règles d'encadrement des professions d'administrateur et de mandataire judiciaire définies par le CNAJMJ. L'article R.814-3 du Code de commerce stipule en effet que les règles de fonctionnement et de déontologie de la profession doivent être définies par le CNAJMJ en couvrant les huit domaines suivants :
- l'organisation et le financement de la formation professionnelle ;
- l'harmonisation des règles et outils comptables des deux professions ;
- la sécurité des dossiers et la gestion des fonds de tiers ;
- l'encadrement des conflits d'intérêts ;
- la rémunération des professionnels et la tarification de leurs actes ;
- la présentation de leurs comptes-rendus de fin de mission ;
- la communication des professionnels avec le CNAJMJ pour la transmission d'informations relatives aux dossiers sur lesquels ils interviennent ;
- la cessation d'activité des professionnels, la transmission de leurs dossiers et des fonds qu'ils détiennent.

### Accompagnement
Dans le cadre de ses missions, le CNAJMJ a mis en place un site Internet destiné à la vente d'actifs d'entreprises en liquidation judiciaire : initialement intitulé « ventes-actifs.cnajmj.fr », le site prend par la suite le nom d'« Actify ». Cet outil d'annonces en ligne permet aux acquéreurs de matériel professionnel de se manifester et fait partie des solutions développées par le CNAJMJ pour soutenir la transformation numérique des professionnels qu'il accompagne.
Les cas de liquidations judiciaires ne représentent toutefois qu'une petite partie de l'activité des administrateurs et mandataires judiciaires face aux procédures de sauvegarde et de redressement judiciaire : Frédéric Abitbol, président du CNAJMJ, souligne ainsi en 2022 que « Les procédures collectives, toutes confondues, permettent de sauver plus des deux tiers des emplois. Tout notre droit est bâti dans cet objectif de sauvetage des entreprises et des emplois. Les AJMJ ont les savoir-faire et le rôle du CNAJMJ, c’est de le faire savoir ».

## Élections et administration

### Membres et direction
Le CNAJMJ est composé de 16 membres (8 administrateurs judiciaires et 8 mandataires judiciaires) élus par leurs pairs, à partir de plusieurs listes, pour une période de 4 ans, renouvelable une fois.
Le « bureau » est composé d'un président, d'un vice-président, d'un secrétaire, d'un secrétaire adjoint, d'un trésorier et d'un trésorier adjoint. Il est élu par les 16 membres du CNAJMJ pour une durée de 2 ans. En janvier 2022, Frédéric Abitbol, administrateur judiciaire, est élu président du CNAJMJ et François-Charles Desprat, mandataire judiciaire, est élu vice-président,.
Le CNAJMJ est administré par un directeur général, poste occupé depuis 2019 par Alain Damais, inspecteur des finances et ancien directeur général adjoint du Medef chargé des affaires économiques et internationales entre 2012 et 2015.

### Anciens présidents
- 2020-2022 : Christophe Basse[22], mandataire judiciaire
- 2018-2020 : Christophe Thevenot[23], administrateur judiciaire
- 2016-2018 : Bernard Baujet[24], mandataire judiciaire
- 2014-2016 : Xavier Huertas[25], administrateur judiciaire
- 2012-2014 : Marc Sénéchal[26], mandataire judiciaire
- 2010-2012 : Vincent Gladel[27], administrateur judiciaire
- 2008-2010 : Philippe Froehlich[28], mandataire judiciaire

Il faut noter que le président et son vice-président sont, par alternance, soit administrateur judiciaire, soit mandataire judiciaire.

### Budget
L'article 150.1 de l'arrêté du 18 juillet 2018 prévoit que les administrateurs et les mandataires judiciaires autres que salariés ont l'obligation de régler leur cotisation au Conseil national et à la caisse de garantie.

## Publications

### Statistiques économiques
À partir de 2008, le CNAJMJ publie l'« Observatoire économique des entreprises en difficulté », constitué de données collectées auprès des administrateurs  et mandataires judiciaires. Cet observatoire permet de suivre les données relatives aux procédures collectives et aux caractéristiques des entreprises concernées. Cette publication devient par la suite hebdomadaire et prend le nom d'« Observatoire des données économiques » du CNAJMJ.

### Rapport annuel
Le CNAJMJ rend compte de l'accomplissement de ces missions dans un rapport d'activité qu'il adresse chaque année au garde des Sceaux et qui se trouve également en accès libre sur son site Internet.

## Médiatisation
En 2014, Xavier Huertas, président du CNAJMJ, se fait le porte-voix des mandataires judiciaires, qui se sentent menacés par le projet de loi Macron proposant de regrouper la profession de mandataire judiciaire avec celle des huissiers de justice et commissaires priseurs. Xavier Huertas déclare au Figaro : « Nous n'avons aucune envie de nous regrouper avec eux. Nous n'avons ni la même formation, ni le même métier, ni le même statut. Nous sommes spécialistes des entreprises en difficultés, mais nous ne savons pas évaluer une commode Louis XV ou dresser un constat d'adultère. Quand on a un problème cardiaque, on ne va pas voir un rhumatologue ».
En 2018, le CNAJMJ contrôle Jean-Philippe Reverdy, mandataire judiciaire lyonnais, sur requête de la Caisse des dépôts et consignations concernant un chèque frauduleux. L'expertise du CNAJMJ sur les comptes de Me Reverdy conduisent à sa mise en examen pour détournement de près de 10 millions d'euros de chèques initialement destinés au Trésor public et à l'URSSAF, spoliant ces deux organismes des paiements d'entreprises en faillite. Reconnu coupable d'avoir détourné près de 12 millions d'euros, il est condamné le 6 octobre 2020 par le Tribunal correctionnel de Lyon à une peine de 4 ans de prison ferme et une interdiction d'exercice professionnel de 10 ans,. Lors de ce procès médiatisé, le CNAJMJ se constitue partie civile contre Jean-Philippe Reverdy, estimant qu'« un délinquant a porté atteinte à l'image de toute une profession ».
En 2019, l'AGS accuse plusieurs mandataires judiciaires d'avoir détourné par le passé 15 millions d'euros, et potentiellement davantage, les soupçonnant notamment de faux et usage de faux. L'un des mandataires reconnaît ses torts et rembourse. Le journal Les Echos contacte le CNAJMJ, dont le président, Christophe Thevenot, déclare que si les faits sont avérés, ceci est « extrêmement grave » et qu'il en « tirera les conséquences ». Le Monde évoque peu après de nouvelles plaintes dans cette affaire et contacte à son tour Christophe Thevenot, qui déclare : « Si des mandataires sont impliqués, sur la base de faits avérés, le conseil accomplira son travail ordinal, qui consiste à engager des poursuites. Il est important que l'image de notre profession soit préservée ».
Pendant la pandémie de Covid-19, le CNAJMJ conduit une initiative avec le Ministère de l'Économie et des Finances en lien avec les juges consulaires : le 23 mars 2020 est ouvert un numéro vert gratuit qui permet aux dirigeants d'entreprise de se renseigner sur les différentes mesures d'aide mises en place par le gouvernement, notamment le report du paiement des cotisations sociales. En 2021, Le Monde se fait l'écho des difficultés rencontrées par les administrateurs et mandataires judiciaires du fait que les mesures d'aide aux entreprises prises par l'État pour lutter contre la pandémie ont finalement provoqué une chute de leur activité avec « 28 171 procédures collectives en 2020, contre 50 000 en moyenne les années précédentes ».